# Paripocregyes brunneomaculatus
Paripocregyes brunneomaculatus là một loài bọ cánh cứng trong họ Cerambycidae.